# شعبان لوي سفلي
شعبان‌ لوي سفلي هي قرية في مقاطعة خوي، إيران. عدد سكان هذه القرية هو 390 في سنة 2006.